# 1210
1210 (MCCX) je bilo navadno leto, ki se je po julijanskem koledarju začelo na petek.

## Dogodki

### Slovenija
- 24. junij - Majnhard II. Goriški izda listino, s katero je Gorici podelil pravico do tedenskega sejma.

### Evropa

#### Albižanska križarska vojna
- Posamezna gnezda katarskega odpora, ki se organizirajo v nedostopnih trdnjavah, so hitro uničena.
  - Po zavzetju katarskega mesta Bram ukaže voditelj križarjev Simon de Montfort, 5. grof Leicester odrezati zgornjo ustnico in iztakniti oči vsem preživelim katarskim branilcem. Zgolj enemu pusti oko, da lahko skupino nesrečnikov vodi iz mesta.
- 22. julij → Po mesecu dni obleganja pade utrdba Minerve. Večina prebivalstva se pod prisilo spreobrne v krščanstvo. Križarji žive zažgejo 140 Katarov, ki zavračajo spreobrnitev.
- avgust-december - Eno najtežjih križarskih obleganj je zavzetje katarske utrdbe Termes. Večina katarskih branilcev umre med obleganjem, ostale izčrpane zajamejo. 1211 ↔
  - Sredi neredov s katari se več kot tristo judovskih rabinov preseli v Sveto deželo.

#### Ostalo po Evropi
- 16. april - Papež Inocenc III. da Frančišku Asiškemu dovoljenje za ustanovitev frančiškanskega meniškega reda (lat. Ordo Fratrum Minorum).
- 6. maj - Umrlega lužiškega grofa Konrada II. Landsberškega nasledi bratranec Teodorik I. Meissenški.
- 17. julij - Bitka pri Gestilrenu: novi švedski kralj Erik X. premaga odstavljenega švedskega kralja Sverkerja II., ki mu asistirajo Danci. Sverker II. umre v boju.
- 18. november - Papež Inocenc III. izobči rimsko-nemškega cesarja Otona IV., ki si hoče z razveljavitvijo Wormškega konkordata (←1122) prilastiti italijanske posesti. Na stran cesarja stopijo tudi italonormanski baroni, ki se boje naraščajoče moči sicilskega kralja Friderika I.. Oton IV. si namreč kot fevd lasti tudi sicilsko kraljevino, čeprav le-ta ni bila nikoli vključena v Sveto rimsko cesarstvo. ↓
- → Medtem ko se Oton IV. ukvarja z Italijo, krepi svojo oblast v severni Nemčiji danski kralj Valdemar II. 1211 ↔
- Angleški kralj Ivan Brez dežele, ki je hkrati tudi irski kralj, se odpravi na Irsko, kjer od lokalnih baronov izsili priznanje vazalne zvestobe.↓
- → Vojna med angleško krono in valižansko kraljevino Gwynedd, ki jo vodi Llywelyn Veliki. Medtem ko se kralj Ivan ukvarja z Irsko, chesterski grof Ranulf de Blondeville napade Gwynedd. Llywelyn se izogiba odprtemu spopadu. 1211 ↔
- Nemški vitez in minnesinger Wolfram von Eschenbach dokonča epsko pesnitev Parzival.
- Papež Inocenc III. izobči vse poljske vojvode, ki si po svoje razlagajo pravila investiture. Razmere najbolje izkoristi opoljski vojvoda Mješko IV. Krivonogi. Ker je edini vojvoda, ki ga izobčenje ne omenja, in da bi se izognila brezvladju, ga Cerkev imenuje za poljskega nadvojvodo. 1212 ↔
- Po petih letih obleganja se korintska citadela preda križarjem Ahajske kneževine.
- Epirski vladar Mihael I. Komnen Dukas napade v zavezništvu z Benečani politično nestabilno križarsko Solunsko kraljevino in zavzame Solun. Latinski cesar Henrik Flandrijski ga še isto leto izžene iz Soluna nazaj v epirsko gorovje.
- Nemški pesnik Gotfrid iz Straßburga umre, še preden mu uspe dokončati dvorno-viteško pesnitev Tristan.
- Prva cerkevna prepoved proučevanja Aristotela na Pariški univerzi v okviru procesa proti panteističnim učencem Amalrika iz Bena. Slednji, sicer že mrtev, je obtožen herezije, njegovo truplo posthumno izkopano in sežgano. Na grmadi je sežganih tudi nekaj Amalrikovih učencev, ki jim ne uspe pravi čas pobegniti.
- Cistercijani spodbujajo gradnjo mlinov na veter širom Evrope.

### Azija
- 4. september - Poroka med jeruzalemsko kraljico Marijo Montferraško in francoskim plemičem Ivanom Briennskim, ki postane po pravici sporoge (iure uxoris) novi jeruzalemski kralj.
- 4. november - Med igro pola se smertno ponesreči delhijski mameluški sultan Kutbud-Din Ajbak. Nasledi ga prav tako mameluk Aram Šah.
- Izteče se 6 letno premirje med Jeruzalemsko kraljevino in sirsko-egiptovskim vladarjem Al-Adilom I.. Templarji zavračajo podaljšanje miru in še pred novimi spopadi začne Al-Adil z gradnjo utrdbe ma gori Tabor, od koder ima razgled nad planjavami do križarske prestolnice Akkon.
- Japonska: japonski cesar Cutimikado abdicira v korist mlajšega brata Džuntokuja, 84. japonskega cesarja po seznamu. Iz ozadja vodi mladega cesarja njegov oče, upokojeni cesar Go-Toba.
- Mongolija: na dvor mongolskega velikega kana Džingiskana prispe diplomatska odprava iz džurčenskega cesarstva Jin, ki jo je poslal cesar Weishaowang, da bi od Mongolov izsilil tributarno pokorščino. Ker se diplomati zavedajo moči Džingiskana, raje dezertirajo in Džingiskana založijo s podatki o šibkostih cesarstva Jin. 1211 ↔
- Džingiskanov sin Džoči vodi vojaški pohod proti Kirgizom. 1218 ↔
- Osrednja Azija: medtem ko se kara-kitanski kan Gur-kan ukvarja z zatiranjem upora Karahanidov v Samarkandu, njegovo preokupiranosti izkoristi begunski mongolski vojščak in njegov zet Kučluk, ki mu izprazni kraljevo zakladnico. Gur-kan se poda na lov za tatinskim zetom, vendar njegovo odsotnost v Samarkandu izkoristijo sosednji Horezmijci pod vodstvom Mohameda II., ki zavzamejo mesto. Ko poskuša Gur-kan priboriti Samarkand nazaj, ga Horezmijci premagajo in razširijo oblast še nad Transoksanijo. Gur-kan nazadnje kljub vsem teževam premaga Kučluka, ki se umakne nazaj v stepo. 1211 ↔
- Horezmijski šah Mohamed II. zavzame Tabaristan, obalo in zaledje na skrajem jugu Kaspijskega jezera (osrednji del severnega Irana).
- Umrlega vietnamskega kralja Ly Cao Tonga nasledi Ly Hue Tong.

## Rojstva
- 5. maj - Alfonz III., portugalski kralj († 1279)
- 24. junij - Florjan IV., holandski grof († 1234)
- 22. julij - Ivana Angleška, škotska kraljica († 1238)

Neznan datum
- Bertold iz Regensburga, nemški pridigar († 1272)
- Birger Magnusson, švedski vojvoda, državnik in križar († 1266)
- Brunetto Latini, italijanski (florentinski) filozof in državnik († 1294)
- Domencijan, srednjeveški srbski pisec († po 1264)
- papež Gregor X. († 1276)
- Henry de Bracton, angleški pravnik († 1268)
- papež Honorij IV. († 1287)
- Loderingo Andalò, italijanski gibelinski plemič († 1293)
- Olaf Tordsson, islandski pesnik in učenjak († 1259)
- Peter Španski, španski logik, zdravnik, filozof († 1277)
- Robert de Brus, škotski baron in regent († 1295)
- Taddeo Alderotti, italijanski zdravnik in alkemist († 1295)
- Toros Roslin, armenski slikar in miniaturist († ok. 1270)
- Treniota, veliki knez Litve († 1264)
- Vartislav III., pomeranijski vojvoda († 1264)
- Vilijem iz Saliceta, italijanski zdravnik, kirurg, higienik († 1277)

## Smrti
- 6. maj - Konrad II., lužiški mejni grof (* 1159)
- 17. julij - Sverker II., švedski kralj (* 1167)
- 4. november - Kutbud-Din Ajbak, sultan Delhija

Neznan datum
- Džinul, korejski seon (zen) budistični menih (* 1158)
- Jean Bodel, francoski truver (* 1165)
- Lu You, kitajski pesnik (* 1125)
- Ly Cao Tong, vietnamski kralj (* 1173)
- Reinmar iz Hagenaua, nemški pesnik